# Гинайте, Сара Иосифовна
Сара Иосифовна Гинайте-Рубинсонене (лит. Sara Ginaite-Rubinsonene, 17 марта 1924, Каунас — 2 апреля 2018, Торонто) — литовский экономист и историк, исследовательница Холокоста; участница Великой Отечественной войны в составе партизанского отряда «Смерть оккупантам», освобождавшая Вильнюс.

## Биография
Родилась в еврейской семье. Отец — Иосиф Гин, учился во Франции, занимался предпринимательством. Мать — Ребекка. Была также сестра Алиса, учившаяся в Бельгии. Сара окончила гимназию Каунаса, соблюдала еврейские традиции и увлекалась чтением и театром.
Начало Великой Отечественной войны застало Сару в родном Каунасе. В августе 1941 года после оккупации немцами Литвы всех каунасских евреев выслали в гетто в Вилиямполе, и Сара ушла в партизаны. В партизанском отряде «Смерть оккупантам» она встретила Михаила Рубинсонаса, который вскоре стал её мужем. В 1943 году партизаны ушли из гетто в Руднинкскую пущу и продолжили войну против гитлеровцев. Летом 1944 года Сара со своим отрядом и частями РККА участвовала в освобождении Вильнюса: 11 августа 1944 года майором РККА была сделана её фотография, обошедшая весь мир.
За годы Великой Отечественной войны Сара потеряла много родственников. Так, трое дядей Сары были убиты дворником, который ранее работал в доме дедушки и бабушки Сары и потом сбежал к полицаям (бабушка умерла от шока). Сестра Алиса со своим мужем и матерью Ребеккой погибли в концлагере Штутгоф. В Каунасском гетто погибла вся семья Михаила Рубинсонаса.
После войны Сара в 1949 году окончила экономический факультет Вильнюсского государственного университета (её муж работал журналистом). Однако в разгар «борьбы с космополитизмом» Сара была уволена с поста лаборантки. Её выручила однокурсница, посоветовавшая Саре поработать преподавателем-почасовиком. Сара была принята на кафедру общественных наук Государственной консерватории Литовской ССР, где преподавала политэкономию. Защитила в 1968 году кандидатскую диссертацию и стала кандидатом экономических наук, а через 4 года уже стала доктором экономических наук и профессором. Преподавала в Вильнюсском государственном университете, читая лекции по экономике и анализируя проблемы производства и потребления в Литве. Сара Иосифовна подготовила 11 аспирантов, которые защитили свои диссертации.
В 1983 году с разрешения советских властей Сара с семьёй уехала в Канаду, где стала преподавать в Йоркском и Торонтском университетах, а также писать статьи. По инициативе С.Гинайте университеты Торонто и Вильнюса начали реализацию программы по обмену студентами. С тех же пор Сара Гинайте стала участвовать активно и в жизни литовской общины Канады. В конце 1980-х — начале 1990-х Гинайте занялась изучением истории литовских евреев, в особенности Холокоста в Литве и антинацистского сопротивления. В 1994 году она написала статью «Начало трагедии еврейского народа в Литве», в 1999 году в Вильнюсе ею была выпущена «Книга памяти», а в 2005 году в Торонто вышла книга «Сопротивление и выживание. Еврейская община Каунаса в 1941—1944», которую признали лучшей книгой года в Канаде.
В 2008 году Сара Гинайте выступила в защиту советских еврейских партизан, обвиняемых в массовом убийстве поляков в деревне Канюкай, и обвинила литовскую прокуратуру в попытке очернить литовских евреев, воевавших с оружием в руках против нацистов.
В 2012 году Сара Гинайте выпустила альбом «Pro Memoria», где собраны фотографии всех её родственников и членов её семьи, начиная с 1912 года.
Проживала в Торонто (Канада). Умерла 2 апреля 2018 года.
Владела литовским, русским, английским, немецким и идишем.

## Книги и научные труды

### Экономика
- С. И. Гинайте, Г. Я. Грантынь, А. К. Шилейка и др. Народное благосостояние при социализме (Под общ. ред. И. Х. Киртовского). — Рига : Зинатне, 1979. — 163 с.
- С. И. Гинайте. Неуклонный рост материального и культурного благосостояния рабочего класса Литовской ССР в послевоенный период (По материалам основных отраслей легкой пром-сти Литов. ССР): Автореферат дис. на соискание учен. степени кандидата экон. наук / Ленингр. ордена Ленина гос. ун-т им. А. А. Жданова. Ин-т повышения квалификации преподавателей марксизма-ленинизма. — Ленинград, 1955.
- С. И. Гинайте. Реальные доходы рабочих и служащих (По материалам Литов. ССР): Автореферат дисс. на соискание учен. степени д-ра экон. наук. / Вильнюсский гос. ун-т им. В. Капсукаса. — Вильнюс, 1968. — 65 с.

### История
- S. Ginaite-Rubinson. Resistance and Survival: The Jewish Community in Kaunas 1941—1944 (translated by Karla Gruodyte and Darius Ross). — Toronto, 2005.
- S. Ginaite-Rubinson. The Beginning of the Tragedy of the Jewish People in Lithuania. — Vilnius, 1994.